# Far Cry (joc video)
Far Cry este un joc video shooter first-person dezvoltat de compania germana de jocuri video Crytek și publicat de Ubisoft la 23 martie 2004, pentru Microsoft Windows. S-a vândut în peste 730.000 de unități în primele patru luni de la lansare. A primit recenzii pozitive din partea criticilor.
Mediului include teren, apă, structuri interioare și exterioare, toate în momente diferite ale zilei. Jucatorul are capacitatea de a sari, a alerga și de a se rostogoli. Pe parcursul jocului, jucătorul poate alege dintr-o mare varietate de arme, inclusiv arme automate și grenade.
Multiplayerul dispune de trei moduri diferite: Deathmatch, Team Deathmatch și „Assault”, un mod în care una dintre echipe trebuie să se păzească trei baze, iar cealaltă trebuie să le captureze.